# Lesley Gore
Lesley Sue Goldstein (Brooklyn, Nueva York; 2 de mayo de 1946-Manhattan, Nueva York; 16 de febrero de 2015), más conocida como Lesley Gore, fue una cantante, actriz, compositora y activista estadounidense. Logró su mayor éxito con el tema «It's My Party», el cual alcanzó el puesto número 1 en el Billboard Hot 100 en 1963.
La mayoría de los éxitos de Gore fueron producidos por Quincy Jones, quien se convertiría luego en uno de los productores más prestigiosos de la historia del pop. Posteriormente, compuso música para bandas sonoras como la de la película Fame, de 1980, nominada a los Premios Óscar a la mejor canción por el tema «Out of here on my own». Su tema «You Don't Own Me» (1964), que se convirtió en un himno del movimiento feminista, fue popularizado nuevamente en 1996 en la película The First Wives Club por Bette Midler, Diane Keaton y Goldie Hawn.
En 2005, publicó su último disco, Ever Since, después de que su fama decayese ligeramente en las décadas de los 80 y los 90 y se dedicase a ofrecer conciertos y apariciones televisivas. Gore confirmó que era homosexual en un documental televisivo para la cadena PBS en 2005. Estuvo unida a su pareja, Lois Sasson, por más de tres décadas.
Lesley Gore falleció el 16 de febrero de 2015 víctima de un cáncer que venía luchando hace largo tiempo.

## Vida privada
En una entrevista con Ellen para un documental televisivo para la cadena PBS en 2005, Lesley sale como lesbiana, pareja de Lois Sasson, por más de 30 años. Lesley confirma que para el momento había estado en relaciones con hombres y mujeres, pero fue decisivo para el comienzo de sus veinte, en todas sus canciones nunca tuvimos la certeza de esto ya que no lo dio a conocer, ella afirma que la industria musical de esa época estaba regida por hombres, sobre todo homófobos. Luego de la muerte de Lesley por cáncer de pulmón, le dejó todas sus pertenencias a su pareja, Lois.

## Discografía

### Sencillos
- 1963 «It's My Party»
- 1964 «You Don't Own Me»
- 1963 «Judy's Turn To Cry»
- 1963 «She's a Fool»
- 1964 «That's the Way Boys Are»
- 1965 «Sunshine, Lollipops and Rainbows»
- 1964 «Maybe I Know»
- 1967 «California Nights»
- 1965 «Look of Love»
- 1965 «My Town, My Guy and Me»
- 1964 «I Don't Wanna Be a Loser»
- 1966 «Young Love»
- 1967 «Summer and Sandy»
- 1965 «All of My Life»
- 1964 «Hey Now»
- 1966 «We Know We're In Love»
- 1965 «I Won't Love You Anymore (Sorry)»
- 1967 «Brink of Disaster»
- 1964 «Sometimes I Wish I Were a Boy»

### Álbumes
- 1963 I'll Cry If I Want To
- 1963 Sings of Mixed-Up Hearts
- 1964 Boys, Boys, Boys
- 1964 Girl Talk
- 1965 The Golden Hits of Lesley Gore
- 1965 My Town, My Guy & Me
- 1965 Lesley Gore Sings of Mixed-Up Hearts
- 1966 Lesley Gore Sings All About Love
- 1967 California Nights
- 1967 Magic Colors
- 1968 The Golden Hits Vol. 2

## Premios y distinciones
Premios Óscar
| Año  | Categoría              | Canción              | Película | Resultado |
| ---- | ---------------------- | -------------------- | -------- | --------- |
| 1981 | Mejor canción original | «Out here on my own» | Fame     | Nominado  |